# شفيلد
شِيفِيلْد (بالإنجليزية: Sheffield) هي مدينة و«برة» في جنوب يوركشير في إنكلترا (المملكة المتحدة). تعتبر من أفضل مدن البلاد جودة في المعيشة، وهي من المدن النامية اقتصادا وسكانا.

## الموقع
تتاخمها سفوح متنزه وطني (منطقة القمم) غربا، ورذرم شرقا.
والبلدات القريبة تعتبر دنكستر ثم هل إلى الشمال الشرقي، وبارنزلي ثم ويكفيلد وليدز شمالا، ومانشستر غربا، وداربي ونوتنغهام جنوبا.

## الاسم
تم تسميتها بهذا الاسم بسبب كونها في ساحة field على نهر الشيف Sheaf الذي يمر خلال المدينة.

## السكان
يبلغ عدد سكان مدينة شيفيلد المدينة 552,700 نسمة حسب إحصائية عام 2011 نحو 88% منهم بيض البشرة، وبها من مختلف الأصول والأعراق جاليات، مثلا من الصومال واليمن.

## التعليم
تحتضن جامعة شفيلد التي تعتبر من مجموعة جامعات القرميد الأحمر، وأخرى تدعى جامعة شفيلد هالام.

## الرياضة
تعتبر مدينة شيفيلد هي أساس وبداية كرة القدم في العالم. حيث تأسس فيها اقدم نادي في العالم وهو نادي شيفيلد. فيها تم لعب أقدم مباراة وأول مباراة تم توثيقها في عام 1860م بين نادي شيفيلد و هالام اف سي وانتهت بفوز نادي شيفيلد 2-0. من نواديها نادي شيفيلد، شيفيلد يونايتد وشيفيلد وينزداي.

## المواصلات
تقع على الطريق السريع رقم 1 الذي يربطها بلندن من جهة، وبليدز ثم الشمال الشرقي من الجهة الأخرى. كما يربطها بإدنبرة ولندن سكة حديد الساحل الشرقي الرئيسية، وترتبط بكافة المدن القريبة بقطارات وطرق. داخليا هناك ترام حديث يربط أنحاء المدينة وضواحيها بمركزها التجاري.

## المعالم
يوجد مركز تسوق مستقل على طرف المدينة يسمى «ميدوهال» (بالإنجليزية: Meadowhall).

## توأمة
لشفيلد اتفاقيات توأمة مع كل من:
- كاواساكي
- بيتسبرغ
- بوخوم (1950 - )
- ماشيراتا
- دونيتسك
- كيتوي
- تشنغدو (23 مارس 2010 - )[7]
- آنشان
- إستيلي
- Kotli [الإنجليزية]‏

## أعلام
- صموئيل بيلي
- وليام فولك
- إيملين هيوز
- إرنست غلوفر
- ويليام ووكر
- غوردون بانكس
- جو كوكر
- هاري ماغواير
- جيمي فاردي
- كايل ووكر

## المصدر
- شفيلد - الموسوعة العربية الميسرة، 1965